# 何廉
何 廉（か れん）は中華民国の経済学者・政治家・教育者・歴史学者。字は淬廉。南開大学を主に拠点として、調査研究・社会運動に積極的に従事した学者である。

## 事跡

### アメリカ留学
郷紳の家庭に生まれる。当初は旧学を学んだが、1909年（宣統元年）、広西省の桂林陸軍小学の受験に向かう。ところが試験申込期日を間違ったために受験できず、次年度受験までの間にキリスト教会運営の学校で英語を学習した。1911年（宣統3年）春、桂林初級陸軍学堂に入学した。同年、辛亥革命が勃発すると、湖北省に向かい、革命派に加入したが、家人の強い勧めで故郷に連れ戻されている。
1913年（民国2年）12月、長沙雅礼中学に入学し、1918年（民国7年）、優秀な成績で卒業した。翌年、アメリカに留学し、カリフォルニア州のポモナ・カレッジで経済学を学ぶ。1922年（民国15年）に卒業すると、イェール大学経済学部に進学、アーヴィング・フィッシャーに師事した。1926年（民国15年）、経済学博士を取得して卒業した。

### 南開大学での活動
同年6月、帰国して南開大学商学院で財政学と統計学の教授をつとめている。以後、何は校長張伯苓の支援を受け、経済学・統計学学習の環境整備に尽力、各種関連雑誌の刊行も進めた。翌1927年（民国16年）、何廉は南開大学社会経済研究委員会を創設し、その主任となった。同年には太平洋問題調査会国際研究委員会の委託を受け、山東省・河北省から東北地域への人口移動の研究を開始し、実地調査も行っている。1929年（民国18年）、張とともに太平洋問題調査会京都会議に出席した。1930年（民国19年）、南開大学の商学院、文学院経済系、経済研究所の合併を何が提案し、南開大学経済学院が創設された。何は同学院院長に就任している。同年、上海貿易局統計顧問に就任した。
1934年（民国23年）、南開大学社会経済研究委員会は南開経済研究所に改組され、何廉が所長をつとめる。何は、華北地域の農村経済、農村手工業、地方行政・財政の3つのテーマで調査を行った。1935年（民国24年）、華北の農村復興のために各界が協力して「華北農村建設協進会」を結成すると、何が会長に推薦されている。同会が日中戦争（抗日戦争）勃発後に貴州省へ移転すると中国農村建設協進会に改名し、何が引き続き会長をつとめた。

### 国民政府での活動

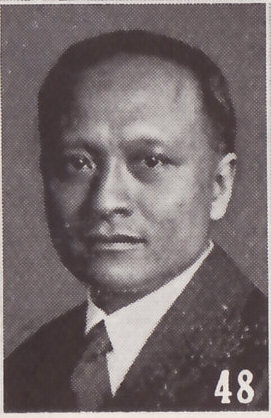
何廉別影（『最新支那要人伝』1941年）

1934年（民国23年）夏、何廉は蔣介石の招聘に応じて廬山へ赴き、中国国内の経済建設問題について建議した。1936年（民国25年）10月、国民政府行政院政務処処長に任命される。翌年10月、何廉は農本局総経理兼農村復興委員会第一副主席に転じた。1938年（民国27年）1月に経済部常務次長、1940年（民国29年）に全国糧食管理局副局長、1944年（民国33年）に中央設計局副秘書長と歴任し、日中戦争の戦時体制整備において、主に食料・農業・農村分野の政治に関与している。なお、何は中国国民党や三民主義青年団への所属を国民政府要人たちから何度も勧められたが、これには応じなかった。1945年（民国34年）3月、経済部常務次長に再任されたが、まもなく辞任して政界を去った。
1946年（民国35年）6月からは、上海金城銀行常務董事や太平洋輪船公司董事など銀行や企業で幹部をつとめる。その一方で1947年（民国36年）1月、学術雑誌『世紀評論』を創刊した。7月、国際連合経済社会理事会、就業委員会、人口委員会に中国代表として出席している。1948年（民国37年）10月、南開大学代理校長に就任したが、12月辞任した。1949年（民国38年）1月、何廉は再び国連経済社会理事会に出席し、以後、活動の場をアメリカに移す。同年秋、コロンビア大学客員教授に招聘され、中国経済について講座を開設した。1955年、正式に同大学経済学部教授に任ぜられる。後に「中国口述現代史」叢書の共同主編人ともなった。1975年7月5日、ニューヨークにて死去。享年81。

## 著作
- 『所得税比較論』
- 『財政學』
- 『何廉回憶錄』
- 『華北公共財政、物價與生活指數』
- 『中國口述現代史』

## 注
1. 1 2  徐凱希（2000）、451頁。
2. ↑  徐友春主編（2007）、658頁。
3. 1 2 3 4 5 6  劉主編（2005）、1096頁。
4. ↑  徐友春主編（2007）、658-659頁。
5. ↑  徐凱希（2000）、451-453頁。
6. 1 2 3 4  徐友春主編（2007）、659頁。
7. ↑  徐凱希（2000）、452頁。
8. ↑  徐凱希（2000）、453-457頁。
9. ↑  徐凱希（2000）、457-459頁。